# Volejbol'nyj klub Lokomotiv-Izumrud 2011-2012
Questa voce raccoglie le informazioni riguardanti la Volejbol'nyj klub Lokomotiv-Izumrud' nelle competizioni ufficiali della stagione 2011-2012.

## Organigramma societario
Area direttiva
- Presidente: Valerij Alfërov

Area tecnica
- Allenatore: Valerij Alfërov

## Rosa
| N° | Nome                 | Ruolo | Data di nascita  | Nazionalità sportiva |
| -- | -------------------- | ----- | ---------------- | -------------------- |
| 1  | Aleksandr Gerasimov  | O     | 22 gennaio 1975  | Russia               |
| 2  | Jaroslav Nortenko    | O     | 5 luglio 1987    | Russia               |
| 3  | Il'ja Parchomčuk     | C     | 1º agosto 1986   | Russia               |
| 4  | Fëdor Gidaspov       | S     | 31 ottobre 1985  | Russia               |
| 5  | Maksim Tërešin       | O     | 5 agosto 1979    | Russia               |
| 7  | Artem Smoljar        | C     | 14 febbraio 1985 | Russia               |
| 8  | Sergej Egorov        | S     | 21 aprile 1981   | Russia               |
| 9  | Aleksej Kabešov      | L     | 22 giugno 1991   | Russia               |
| 10 | Nikita Tkačëv        | C     | 14 febbraio 1986 | Russia               |
| 11 | Kirill Kostylenko    | S     | 8 marzo 1992     | Russia               |
| 11 | Aleksandr Petrov     | S     | 26 luglio 1987   | Russia               |
| 12 | Igor' Šulepov        | S     | 16 novembre 1972 | Russia               |
| 13 | Vladimir Šiškin      | L     | 2 febbraio 1990  | Russia               |
| 14 | Andrej Egorčev       | L     | 8 febbraio 1978  | Russia               |
| 15 | Evgenij Rukavišnikov | P     | 3 giugno 1991    | Russia               |
| 16 | Sergej Bagrej        | P     | 14 agosto 1987   | Russia               |
| 17 | Sergej Snegirev      | L     | 5 aprile 1988    | Russia               |

## Statistiche

### Statistiche di squadra
| Competizione    | Punti | In casa | In casa | In casa | In trasferta | In trasferta | In trasferta | Totale | Totale | Totale |
| Competizione    | Punti | G       | V       | P       | G            | V            | P            | G      | V      | P      |
| --------------- | ----- | ------- | ------- | ------- | ------------ | ------------ | ------------ | ------ | ------ | ------ |
| Superliga       | 9/11  | 15      | 5       | 10      | 13           | 2            | 11           | 28     | 7      | 21     |
| Coppa di Russia | 21/3  | -       | -       | -       | -            | -            | -            | 14     | 8      | 6      |
| Totale          | -     | 15      | 5       | 10      | 13           | 2            | 11           | 42     | 15     | 27     |

G = partite giocate; V = partite vinte; P = partite perse

### Statistiche dei giocatori
| Giocatore       | Superliga | Superliga | Superliga | Superliga | Superliga |
| Giocatore       | P         | PT        | AV        | MV        | BV        |
| --------------- | --------- | --------- | --------- | --------- | --------- |
| S. Bagrej       | 28        | 64        | 16        | 30        | 18        |
| A. Egorčev      | 0         | 0         | 0         | 0         | 0         |
| S. Egorov       | 28        | 330       | 290       | 29        | 11        |
| A. Gerasimov    | 4         | 0         | 0         | 0         | 0         |
| F. Gidaspov     | 0         | 0         | 0         | 0         | 0         |
| A. Kabešov      | 22        | 1         | 1         | 0         | 0         |
| J. Nortenko     | 11        | 12        | 10        | 2         | 0         |
| I. Parchomčuk   | 28        | 229       | 153       | 55        | 21        |
| A. Petrov       | 25        | 91        | 80        | 9         | 2         |
| E. Rukavišnikov | 27        | 5         | 2         | 1         | 2         |
| V. Šiškin       | 28        | 0         | 0         | 0         | 0         |
| A. Smoljar      | 28        | 215       | 145       | 51        | 19        |
| S. Snegirev     | 1         | 0         | 0         | 0         | 0         |
| I. Šulepov      | 27        | 279       | 244       | 27        | 8         |
| M. Tërešin      | 28        | 361       | 321       | 23        | 17        |
| N. Tkačëv       | 17        | 21        | 12        | 7         | 2         |
| K. Kostylenko   | 0         | 0         | 0         | 0         | 0         |

P = presenze; PT = punti totali; AV = attacchi vincenti; MV = muri vincenti; BV = battute vincenti

NB: Non sono disponibili i dati relativi alla Coppa di Russia e, di conseguenza, quelli totali